# 丰坪水库
丰坪水库是云南省怒江傈僳族自治州兰坪白族普米族自治县啦井镇境内的一座水库，位于挂登河上，是怒江州唯一的中型水库。